# یواس‌اس شروپورت (پی‌اف-۲۳)
یواس‌اس شروپورت (پی‌اف-۲۳) (به انگلیسی: USS Shreveport (PF-23)) یک کشتی بود که طول آن ۳۰۳ فوت ۱۱ اینچ (۹۲٫۶۳ متر) بود. این کشتی در سال ۱۹۴۳ ساخته شد.